# Dwight Ferguson
Dwight Ferguson (ur. 16 maja 1970) – sprinter z Bahamów, srebrny medalista w biegu na 100 metrów na Igrzyskach Karaibskich w 1998, startował w 1996 w Igrzyskach Olimpijskich w Atlancie, gdzie razem z bahamską sztafetą 4 x 100 metrów odpadł w biegu półfinałowym.

## Rekordy życiowe
- Bieg na 100 m - 10.35 (1999)
- Bieg na 60 m (hala) - 6.67 (2000)